# Havana (Avedon)
Havana is een lied van de Nederlandse producer Avedon in samenwerking met de Nederlandse rappers Henkie T en Yssi SB. Het werd in 2022 als single uitgebracht.

## Achtergrond
Havana is geschreven door Henk Mando, Julian Vahle, Vincent van den Ende en Ychano Hunt en geproduceerd door Avedon. Het is een nummer dat past in het genre nederhop. In het lied rappen de artiesten over hoe mensen om hun heen zich anders gedragen sinds ze succesvol in hun carrière zijn. Om hun te onvluchten, zingen ze over dat ze naar Havana willen vertrekken. 
Avedon vertelde over het tot stand komen van het nummer dat hij met zowel Henkie T als Yssi SB een studiesessie had gedaan, maar dat hij hoopte dat als ze samen een studio ingingen, ze elkaar zouden inspireren. Dit gebeurde vervolgens ook. In de studio begonnen de twee rappers met elkaar te battlen. Vanuit deze battle kwamen enkele teksten die ze vervolgens opschreven om in het nummer te verwerken. Dit was volgens de artiesten een ongewone manier om een raplied te maken. 
De single werd uitgebracht met twee nummers op de B-kant. Dit waren Shoot it, een samenwerking van Avedon met Jebroer, en Program, een samenwerking van Avedon met Donnie. Het nummer werd bij radiozender NPO FunX uitgeroepen tot DiXte track van de week. 
Het was de eerste keer dat de drie artiesten samen op een lied te horen waren. Wel werkten Henkie T en Yssie SB al met elkaar samen. Dit deden zij op de remix van Paper zien, Shawty is a freak en Ik heb je. Ze herhaalden de samenwerking op Miss u en Monogram

## Hitnoteringen
De artiesten hadden bescheiden succes met het lied in Nederland. Het stond op de 94e plaats van de Single Top 100 in de enige week dat het in deze hitlijst te vinden was. De Top 40 en haar Tipparade werden niet bereikt.